# John Molle
John Molle (* 27. April 1876 in Kewaunee, Wisconsin; † 27. April 1921 in Oshkosh, Wisconsin) war ein US-amerikanischer Uhrmacher.
Molle konstruierte drei Schreibmaschinenmodelle, von denen die ersten beiden Versuchsmodelle blieben, das dritte Modell gelangte zum Verkauf. Sie wurde zwischen 1918 und 1922 in Oshkosh produziert. Die Maschine zeichnete sich durch ihre Leichtbauweise infolge Verwendung von Aluminium und Stahlblech statt Gusseisen aus. Die dreireihige Maschine war kein Verkaufserfolg. In Sammlerkreisen ist sie heute begehrt, da nur etwa 15.000 Stück gebaut wurden.